# Tiên đề Euclid về đường thẳng song song

Hình vẽ minh họa cho phát biểu gốc của Euclid về tiên đề song song.

Trong hình học, định đề song song (tiếng Anh: parallel postulate) hay định đề thứ năm của Euclid do là định đề thứ năm trong cuốn Cơ sở của Euclid, là một tiên đề trong hình học Euclid. Nội dung của tiên đề này như sau:
Nếu một đoạn thẳng cắt hai đường thẳng khác mà tạo ra hai góc ở cùng một phía có tổng số đo bé hơn hai góc vuông, hai đường thẳng đó   nếu kéo dài ra sẽ cắt nhau tại phía có hai góc có tổng số đo nhỏ hơn hai góc vuông đó.
Mệnh đề này không đề cập trực tiếp tới các đường thẳng song song, mà từ đó dẫn tới sự song song của các đường thẳng. Euclid đã đưa ra định nghĩa về các đường thẳng song song trong câu thứ 23 - cuốn 1 của bộ sách Cơ sở, ngay trước khi đề cập tới 5 tiên đề hình học.
Năm tiên đề mà tiên đề thứ năm được đề cập trong bài viết này là cơ sở cho hình học Euclid - ngành hình học mà cả 5 tiên đề đều đúng mà trong đó có tiên đề song song này. Một thời gian dài, người ta cho rằng mệnh đề này là hiển nhiên và không cần phải chứng minh, một phần cũng do sự thất bại của các nhà toán học trong việc chứng minh nó. Tuy nhiên, có một số nhà toán học đã phủ nhận tiên đề này - từ đó đưa ra các thể loại hình học mới mà được gọi chung là hình học phi Euclid. Cũng có một nhánh của hình học mà ở đó chỉ quan tâm tới bốn tiên đề đầu tiên của Euclid được gọi là hình học tuyệt đối (absolute geometry) hay hình học trung lập (neutral geometry).

## Các mệnh đề tương đương
Tiên đề này có nhiều cách phát biểu khác nhau tương đương về mặt Toán học, và một trong số đó là tiên đề của Playfair, được đặt tên của nhà toán học người Scotland John Playfair, phát biểu như sau: 
Trong mặt phẳng, qua một đường thẳng và một điểm không thuộc đường thẳng cho trước, có thể kẻ một và chỉ một đường thẳng đi qua điểm và song song với đường thẳng cho trước. 
Tiên đề này bản thân nó không tương đương về mặt logic với nguyên bản của Euclid - khi mà có các loại hình học mà tiên đề này đúng, có vài loại thì không. Tuy nhiên, nếu ta xét tới hình học Euclid, tiên đề này có thể được sử dụng để chứng minh tiên đề còn lại - từ đó có mặt ý nghĩa tương đương trong hình học tuyệt đối.
Có nhiều mệnh đề khác tương đương với tiên đề song song đã được đề xuất, một vài trong số chúng trông có vẻ không liên quan tới sự song song lắm, một vài lại đi theo vòng lặp khi cho rằng tiên đề này là đúng và cố gắng chứng minh tiên đề này bằng cách sử dụng giả thuyết đó một cách vô thức. Các mệnh đề được đề xuất có thể kể đến:
1. Luôn có một và chỉ một đường thẳng có thể kẻ song song với đường thẳng đã cho, thông qua một điểm không thuộc đường thẳng đó được cho trước - tiên đề của Playfair.
2. Tổng ba góc của mọi tam giác đều bằng 180° - tiên đề tam giác (tiếng Anh: Triangle postulate)
3. Luôn tồn tại một tam giác có tổng ba góc bằng 180°.
4. Tổng các góc trong mọi tam giác luôn bằng nhau.
5. Tồn tại một cặp tam giác đồng dạng nhưng không tương đẳng với nhau.
6. Tam giác bất kì luôn nội tiếp một đường tròn.
7. Nếu ba góc của một tứ giác là góc vuông, góc còn lại cũng là góc vuông.
8. Tồn tại một hình bình hành có tất cả các góc là góc vuông, được gọi là hình chữ nhật.
9. Tồn tại một cặp đường thẳng luôn tồn tại khoảng cách với nhau, với hai điểm bất kì lần lượt thuộc hai đường thẳng đó.
10. Hai đường thẳng cùng song song với một đường thẳng thì song song với nhau.
11. Trong tam giác vuông, bình phương cạnh huyền bằng tổng bình phương hai cạnh góc vuông - định lý Py-ta-go.[6][7]
12. Định lý cos là trường hợp tổng quát của định lý Pythagoras.
13. Diện tích của một tam giác không có giới hạn - tiên đề của Wallis[8]
14. Hai góc đáy của tứ giác Saccheri luôn bằng 90°.
15. Nếu một đường thẳng cắt một trong hai đường thẳng song song với nhau và ba đường thẳng này đồng phẳng, thì đường thẳng đó sẽ cắt đường thẳng song song còn lại - tiên đề của Proclus[9].

Dù vậy, các mệnh đề chứa từ "song song" xuất hiện trong mệnh đề đó đơn giản hơn cách định nghĩa cơ bản của Euclid trong câu 30 của cuốn thứ Nhất - Cơ sở của mình, thường là: luôn luôn có khoảng cách với nhau - không bao giờ cắt nhau - cùng tạo ra một góc nếu cùng được cắt bởi một đường thẳng thứ ba. Lấy ví dụ với tiên đề của Playfair, khi ông định nghĩa sự song song là việc hai đường thẳng luôn có khoảng cách với nhau hay cùng góc khi cắt bởi một đường thẳng khác, từ đó không còn tương đương với tiên đề thứ năm của Euclid nữa - khi có thể chứng minh sử dụng bốn tiên đề đầu tiên. Chú ý rằng các cách định nghĩa này không tương đương hoàn toàn với nhau, khi trong hình học hyperbol có tới hai định nghĩa về sự song song của các đường thẳng.

## Lịch sử
Từ ban đầu, người ta cho rằng đây không phải là một tiên đề khi nó có thể chứng minh được, và trong suốt hai nghìn năm, có rất nhiều nỗ lực của các nhà toán học trong việc sử dụng bốn tiên đề đầu tiên và các hệ quả của nó để giải quyết vấn đề. Lý do cho những sự cố gắng này là vì, không giống với bốn tiên đề đầu tiên, tiên đề song song này trông không hiển nhiên lắm. Dù cho nhiều nỗ lực đã được bỏ ra, có một số chứng minh được cho là đúng cho tới khi những sai lầm được chỉ ra, với lỗi sai phổ biến nhất thường là thừa nhận những mệnh đề tương đương với tiên đề cần chứng minh, ví dụ như tiên đề của Playfair là đúng. Tiên đề này cũng đã được John Playfair yêu cầu thay thế nguyên bản của Euclid trong một lời bình luận nổi tiếng về Euclid vào năm 1795, tuy nhiên cho tới nay, tiên đề này vẫn là một tiên đề không thể chứng minh.
Proclus (410-485) đã bình luận về bộ sách Cơ sở rằng ông cũng đã thử chứng minh để từ đó rút gọn định đề thứ năm thông qua bốn tiên đề đầu tiên, cũng chỉ ra Ptolemy đã đưa ra một chứng minh sai, tuy nhiên ông cũng không khá hơn là bao. Tuy nhiên, ông cũng đã phát biểu được một mệnh đề tương đương với tiên đề này.
Ibn al-Haytham hay Alhazen (965-1039), một nhà toán học người Ả Rập đã cố gắng chứng minh định đề này bằng phản chứng, việc này đã vô tình giúp ông đưa ra khái niệm về các phép dời hình trong hình học. Ông cũng đưa ra định nghĩa về tứ giác Lambert, mà sau đó được Boris Abramovich Rozenfeld đặt tên là "tứ giác Ibn-al-Haytham-Lambert", và sự chứng minh của ông cũng sử dụng các yếu tố trong tứ giác Lambert và tiên đề của Playfair.
Nhà toán học người Ba Tư Omar Khayyám (1050-1123) cũng đã thử đưa ra chứng minh bằng việc chứng minh một mệnh đề tương tự được đưa ra thông qua bốn mệnh đề ban đầu: "Hai đường thẳng hội tụ sẽ cắt nhau, và không thể khiến hai đường thẳng phân kì ở phía mà chúng hội tụ". Ông cũng đã đưa ra được các kết quả mà sau này thuộc về hình học elliptic và hình học hyperbol, mặc dù định đề mà ông sử dụng chứa đựng nhiều sự mâu thuẫn. Ông không cố gắng chứng minh tiên đề song song như các nhà toán học đi trước và đi sau ông (mà trong đó có Giovanni Girolamo Saccheri), nhưng cũng phát hiện ra rằng nếu hai đường thẳng cùng vuông góc với một đường thẳng mà cắt một đường thẳng khác song song với đường thẳng được cắt. Nếu như hai góc mới được tạo thành là góc vuông, ta thu được tiên đề thứ năm của Euclid, nhưng nếu không phải, hai góc đó hoặc cùng nhọn hoặc cùng tù. Khayyam đã chỉ ra rằng hai trường hợp này sẽ dẫn tới những sự mâu thuẫn chiếu theo tiên đề ông đề ra, tuy nhiên tiên đề của ông không tương đương với tiên đề của Euclid.  

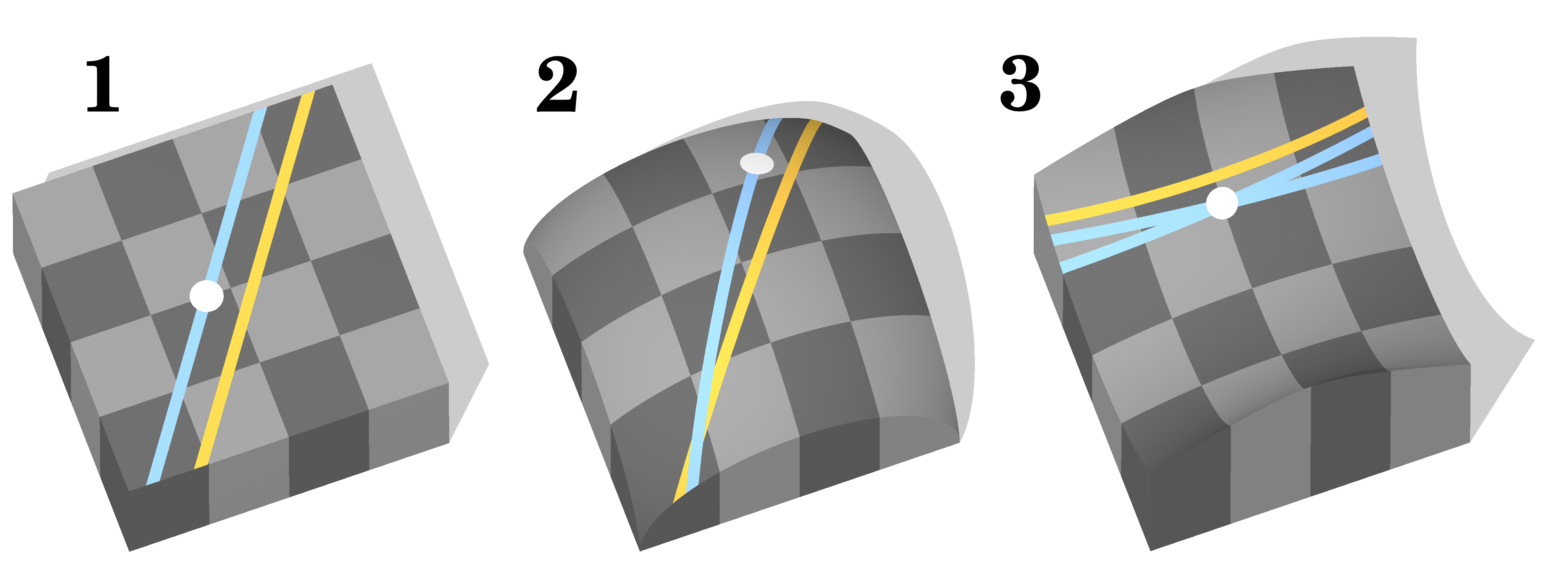
Mô tả cho tiên đề song song của Euclid - phiên bản của Playfair trong các hệ hình học khác nhau: Euclid (1) - - Elliptic (2) và Hyperbol (3)

Nasir al-Din al-Tusi (1201-1274) trong cuốn "Al-risala al-shafiya'an al-shakk fi'l-khutut al-mutawaziya" (Luận về những vấn đề của các đường thẳng song song - viết năm 1250) đã đưa ra những lời phê bình về tiên đề song song và những nỗ lực chứng minh của Khayyam hơn một thế kỉ trước. Nasir cũng đã thử chứng minh tiên đề này bằng phản chứng, và xét các trường hợp mà ngày nay là hình học elliptic/hyperbolic dù không tin những trường hợp này có thể xảy ra.Con trai của ông, Sadr al-Din (được biết tới là Pseudo-Tusi) cũng đã viết một cuốn sách về chủ đề này vào năm 1298 dựa trên những suy nghĩ sau này của người cha - cuốn sách đã đưa ra một trong những tranh cãi sớm nhất về hình học phi Euclid trong việc có một mệnh đề tương đương với tiên đề song song. Ông đã sửa đổi tương đối hệ thống tiên đề và mệnh đề của Euclid, đi kèm với đó là đưa ra các chứng minh mới và khác so với nguyên bản bộ sách Cơ sở. Những nghiên cứu này của Sadr al-Din được lần đầu tiên công khai ở Rome vào năm 1594 và được các nhà hình học châu Âu tiếp tục bổ sung, cũng góp phần giúp Saccheri bắt tay vào vấn đề này mà cuối cùng đưa ra được các phản biện trong lý luận của Sadr và sau đó làm việc với Wallis.
Giordano Vitale (1633-1711) trong cuốn sách Euclide restituo (Tái dựng Euclid, 1680, 1686) của mình đã sử dụng tứ giác Saccheri để chứng minh rằng nếu có 3 điểm trên hai cạnh AB và CD cách đều nhau, thì mọi điểm trên hai đường thẳng này cách đều nhau. Girolamo Saccheri (1667-1733) cũng đã theo đuổi chứng minh tương tự, đã vô tình chứng minh được mệnh đề này đúng từ một trường hợp sai nhưng không thể chứng minh trong trường hợp tổng quát.
Năm 1766, Johann Heinrich Lambert đã viết cuốn Theorie der Parallellinien (Lý thuyết của sự song song) nhưng không xuất bản, mà ở trong đó ông - giống với Saccheri đã cố chứng minh tiên đề thứ năm này. Ông sử dụng đối tượng mà ngày nay ta gọi là tứ giác Lambert - một tứ giác có ba góc vuông. Lambert nhanh chóng loại trừ khả năng rằng góc thứ tư còn lại phải vuông, từ đó đi tới nhiều định lý sau khi coi góc còn lại nhọn hoặc tù. Không giống với Saccheri, ông chưa bao giờ cảm thấy bản thân mình đã chạm được vào sự vô lí của phản chứng khi đi theo hướng này, nhưng cũng đã chứng minh trong hình học phi Euclid rằng tổng ba góc trong một tam giác tăng nếu như diện tích tam giác đó giảm - từ đó đi tới phỏng đoán về khả năng tồn tại một mô hình toán học mới, tuy nhiên không đưa ý tưởng này đi xa hơn.

Khi mà các hướng đi của Khayyam hay Saccheri trong việc chứng minh tiên đề thứ năm của Euclid thông qua việc bác bỏ khả năng duy nhất có thể xảy ra, thế kỉ IXX chứng kiến việc các nhà toán học đã tìm ra những khả năng mới và thấy rằng vấn đề này có thể nằm ở sự thiếu nhất quán về mặt logic. Trong năm 1829, Nikolai Ivanovich Lobachevsky công bố nghiên cứu của mình về một loại hình học mới trên một tạp chí tiếng Nga, sau này được tái công bố lại bằng tiếng Đức năm 1840. Năm 1831, János Bolyai đã bổ sung thêm vào cuốn sách do cha ông viết một phụ lục về hình học hyperbol - hay nói theo cách khác ông và Lobachevsky đang cùng phát triển một ý tưởng một cách độc lập với nhau. Carl Friedrich Gauß cũng nghiên cứu vấn đề này nhưng không công bố bất cứ kết quả nào. Sau khi nhận được thư của người cha của Bolyai - Farkas Bolyai nói về kết quả nghiên cứu của Bolyai, ông đã đáp lại rằng:  
Nếu tôi nói ngay rằng tôi không thể khen công trình này, chắc hẳn ông sẽ phải bất ngờ lắm, nhưng tôi thật sự không thể. Nếu tôi khen công trình này, chẳng khác nào tôi đang ca ngợi chính mình cả. Xuyên suốt nội dung của bản nghiên cứu này, những điều mà con trai ông đã làm được và những kết quả cậu ấy đã rút ra được, nó gần như giống với những gì tôi đã suy nghĩ và đưa ra, điều đã luôn khiến tôi đau đầu trong suốt ba mươi - ba mươi lăm năm qua. 
Các loại hình học hệ quả được phát triển sau này bởi Lobachevsky, Riemann và Henri Poincaré gồm có hình học hyperbol (trong trường hợp góc còn lại nhọn) và hình học elliptic (trong trường hợp góc còn lại tù). Sự độc lập với tiên đề song song của Euclid với các tiên đề khác lần đầu tiên được thể hiện bởi Eugenio Beltrami vào năm 1868.

## Hệ quả
Euclid không hề rút ra được các hệ quả hay định lý đảo cho tiên đề thứ năm của ông, đó cũng là một trong số những lý do để có thể phân biệt hình học Euclid với hình học elliptic. Bộ Cơ sở cũng có một chứng minh cho mệnh đề về sự song song: 
Nếu một đường thẳng cắt hai đường thẳng đã cắt nhau tạo ra hai góc so le bằng nhau, thì đường thẳng đó song song với một trong hai đường thẳng ban đầu - Euclid, Mệnh đề 27, cuốn I - Cơ sở. 
Sau này khi được Augustus De Morgan chỉ ra, người ta thấy rằng mệnh đề này tương đương về mặt logic với: 
Trong tam giác bất kì, nếu một cạnh của tam giác lớn hơn cả hai cạnh còn lại, thì góc đối diện của cạnh đó cũng sẽ lớn hơn hai góc còn lại.

- Euclid, Mệnh đề 16, cuốn I - Cơ sở. 
Hai mệnh đề này hoàn toàn không phụ thuộc vào tiên đề thứ năm, nhưng lại cần nền tảng là tiên đề thứ hai, điều đó khiến hai mệnh đề này sai trong hình học elliptic.
Luôn có thể kéo dài một đoạn thẳng vô hạn về cả hai phía đầu mút - Euclid, Tiên đề 2, cuốn I - Cơ sở.

## Chỉ trích
Các nỗ lực để chứng minh tiên đề này một cách logic bị chỉ trích bởi Arthur Schopenhauer trong cuốn The World as Will and Representation của ông. Tuy nhiên, sự chỉ trích này bởi Schopenhauer tập trung vào việc tiên đề này  luôn luôn đúng và không cần phải chứng minh, không phải là do có sự tuần tự thông suốt về mặt logic so với các tiên đề khác.